# Landtagswahlkreis Aachen III
Der Landtagswahlkreis Aachen III ist ein Landtagswahlkreis in Nordrhein-Westfalen. Er wurde zur Landtagswahl 2010 neu errichtet und umfasst die Gemeinden Alsdorf, Baesweiler, Herzogenrath und Würselen in der Städteregion Aachen.

## Geschichte
Zur Landtagswahl 1980 wurden die Wahlkreise neu zugeschnitten, um der Gebietsreform Rechnung zu tragen. So entstanden im Kreis Aachen zwei Wahlkreise, den sogenannten Nordkreis Aachen deckte Kreis Aachen II ab. Zur Landtagswahl 1990 verlor der Wahlkreis einen Teil von Alsdorf, 2000 verlor er auch einen Teil von Würselen und wurde in Kreis Aachen I umbenannt. 2005 kamen die Wahlkreise wieder in ihre alte Form, aber gegenüber 1980 mit getauschten Namen. Nachdem der Kreis Aachen zum 21. Oktober 2009 aufgelöst und durch die Städteregion Aachen ersetzt wurde, trägt der Wahlkreis ab 2010 den Namen Aachen III.

## 2022
Wahlberechtigt waren 115.561 Einwohner.
|                         | Partei               | Erststimmen | Erststimmen | Zweitstimmen | Zweitstimmen |
| Anzahl                  | Partei               | %           | Anzahl      | %            |              |
| ----------------------- | -------------------- | ----------- | ----------- | ------------ | ------------ |
| Wahlberechtigte         | Wahlberechtigte      | 115 561     | 100         | 115 561      | 100          |
| Wähler                  | Wähler               | 60 482      | 52,3        | 60 482       | 52,3         |
| Ungültige Stimmen       | Ungültige Stimmen    | 795         | 1,3         | 631          | 1            |
| Gültige Stimmen         | Gültige Stimmen      | 59 687      | 100         | 59 851       | 100          |
| davon                   |                      |             |             |              |              |
| Hendrik Schmitz         | CDU                  | 23 105      | 38,7        | 22 566       | 37,7         |
| Eva-Maria Voigt-Küppers | SPD                  | 19 208      | 32,2        | 18 084       | 30,2         |
| Werner Pfeil            | FDP                  | 3 102       | 5,2         | 3 246        | 5,4          |
| Elisabeth Upadek        | AfD                  | 3 078       | 5,2         | 3 267        | 5,5          |
| Laura Postma            | GRÜNE                | 8 604       | 14,4        | 8 538        | 14,3         |
| Florian Müller          | DIE LINKE            | 975         | 1,6         | 905          | 1,5          |
|                         | PIRATEN              | –           | –           | 165          | 0,3          |
| Thomas Schmitz          | Die PARTEI           | 1 143       | 1,9         | 601          | 1            |
|                         | FREIE WÄHLER         | –           | –           | 350          | 0,6          |
|                         | BIG                  | –           | –           | 35           | 0,1          |
|                         | ÖDP                  | –           | –           | 85           | 0,1          |
|                         | Volksabstimmung      | –           | –           | 49           | 0,1          |
|                         | MLPD                 | –           | –           | 5            | 0            |
|                         | DIE VIOLETTEN        | –           | –           | 21           | 0            |
|                         | Gesundheitsforschung | –           | –           | 51           | 0,1          |
|                         | ZENTRUM              | –           | –           | 37           | 0,1          |
|                         | DKP                  | –           | –           | 12           | 0            |
| Olga Wölker             | dieBasis             | 472         | 0,8         | 355          | 0,6          |
|                         | DSP                  | –           | –           | 26           | 0            |
|                         | Die Urbane.          | –           | –           | 30           | 0,1          |
|                         | LIEBE                | –           | –           | 81           | 0,1          |
|                         | FAMILIE              | –           | –           | 114          | 0,2          |
|                         | neo                  | –           | –           | 22           | 0            |
|                         | Die Humanisten       | –           | –           | 46           | 0,1          |
|                         | PdF                  | –           | –           | 40           | 0,1          |
|                         | LfK                  | –           | –           | 41           | 0,1          |
|                         | Tierschutzpartei     | –           | –           | 673          | 1,1          |
|                         | Team Todenhöfer      | –           | –           | 112          | 0,2          |
|                         | Volt                 | –           | –           | 294          | 0,5          |

## 2017
Wahlberechtigt waren 116.389 Einwohner
| Direktkandidat          | Partei     | Erststimmen in % | Zweitstimmen in % |
| ----------------------- | ---------- | ---------------- | ----------------- |
| Eva-Maria Voigt-Küppers | SPD        | 40,0 %           | 37,9 %            |
| Hendrik Schmitz         | CDU        | 36,2 %           | 31,0 %            |
| Eva-Maria Malecha       | B’90/Grüne | 4,1 %            | 4,6 %             |
| Werner Pfeil            | FDP        | 7,7 %            | 11,0 %            |
| Kai Baumann             | Piraten    | 1,6 %            | 1,0 %             |
| Vanessa Heeß            | Die Linke  | 3,8 %            | 3,9 %             |
| Hans Jürgen Bauer       | AfD        | 6,0 %            | 7,1 %             |
| -                       | Sonstige   | 0,5 %            | 3,4 %             |

Neben der Wahlkreisabgeordneten Eva-Maria Voigt-Küppers, die den Wahlkreis seit 2010 für die SPD hält, wurde der FDP-Direktkandidat Werner Pfeil über seinen Landeslistenplatz 12 in den Landtag gewählt. Der CDU-Kandidat und bisherige Landtagsabgeordnete Hendrik Schmitz schied zunächst aus dem Parlament aus, weil die CDU-Landesliste nicht zog, rückte aber am 13. Juni 2019 für seinen verstorbenen Parteifreund Holger Müller nach.

## 2012
Wahlberechtigt waren 116 350 Einwohner
| Direktkandidat           | Partei       | Erststimmen in % | Zweitstimmen in % |
| ------------------------ | ------------ | ---------------- | ----------------- |
| Eva-Maria Voigt-Küppers  | SPD          | 44,9 %           | 41,3 %            |
| Hendrik Schmitz          | CDU          | 32,5 %           | 26,7 %            |
| Horst-Dieter Heidenreich | B’90/Grüne   | 6,4 %            | 9,1 %             |
| Marika Jungblut          | Die Linke    | 2,6 %            | 2,5 %             |
| Stefan Rohman            | FDP          | 3,7 %            | 6,6 %             |
| Kai Baumann              | Piraten      | 9,2 %            | 8,9 %             |
| Silvia Tessa Köhne       | Freie Wähler | 0,7 %            | 0,5 %             |
| -                        | Sonstige     | -                | 4,4 %             |

## 2010
Wahlberechtigt waren 116 274 Einwohner
| Direktkandidat           | Partei     | Erststimmen in % | Zweitstimmen in % |
| ------------------------ | ---------- | ---------------- | ----------------- |
| Eva-Maria Voigt-Küppers  | SPD        | 40,5 %           | 36,7 %            |
| Alfons-Reimund Billmann  | CDU        | 37,7 %           | 35,0 %            |
| Horst-Dieter Heidenreich | B’90/Grüne | 7,6 %            | 9,3 %             |
| Frank Thyssen            | Die Linke  | 5,8 %            | 6,3 %             |
| Stefan Rohman            | FDP        | 4,2 %            | 6,0 %             |
| Thomas Göttgens          | Piraten    | 2,0 %            | 1,9 %             |
| Andreas Weber            | REP        | 1,7 %            | 1,0 %             |
| Karl Theodor Zimmermann  | BÜSO       | 0,5 %            | 0,2 %             |
| -                        | Sonstige   | -                | 3,5 %             |

## 2005
Die Ergebnisse beziehen sich auf den Wahlkreis Kreis Aachen I, in dem 114.873 Einwohner wahlberechtigt waren.
| Direktkandidat          | Partei | Stimmen in % |
| ----------------------- | ------ | ------------ |
| Alfons-Reimund Billmann | CDU    | 44,4         |
| Hans Vorpeil            | SPD    | 38,0         |
| Marko Finken            | FDP    | 5,1          |
| Bettina Herlitzius      | GRÜNE  | 4,9          |
| Josef Schieren          | WASG   | 3,0          |
| Hans Kemper             | REP    | 2,1          |
| Björn Stollman          | NPD    | 1,2          |
| Ayfer Ayten             | PDS    | 1,0          |
| Martina Blum            | ödp    | 0,3          |

## 2000
Die Ergebnisse beziehen sich auf den damaligen Wahlkreis Kreis Aachen I
| Direktkandidat          | Partei        | Stimmen in % |
| ----------------------- | ------------- | ------------ |
| Hans Vorpeil            | SPD           | 47,7         |
| Alfons-Reimund Billmann | CDU           | 35,1         |
| Franz-Josef Zwingmann   | FDP           | 7,8          |
| Bernd Fasel             | GRÜNE         | 5,5          |
| Alfred Spicher          | REP           | 1,7          |
| Hans-Werner Maczkiewitz | PDS           | 1,1          |
| Wolfgang Schnabel       | UNABH. BÜRGER | 1,1          |